# Lizzie Foster
Lizzie Foster, född 10 september 1856, död 9 februari 1948, var en brittisk bågskytt. Han deltog vid olympiska sommarspelen 1908.